# Lamon
Lamon är en ort och kommun i provinsen Belluno i regionen Veneto i Italien. Kommunen hade 2 808 invånare (2018).